# 捷克斯洛伐克军团
捷克斯洛伐克军团（捷克語：Československé legie），通称捷克军团，是第一次世界大战期间与协约国协同作战的捷克族裔和斯洛伐克族裔志愿军人。他们的奋斗目标是得到盟国的支持，从而可以在奥匈帝国境内的一部分建立独立国家捷克斯洛伐克。

## 前奏
军团始于1914年捷克和斯洛伐克人志愿组建的小战斗单位，不久后许多捷克和斯洛伐克俘虏也参与了进来。捷克营（Česká družina或Družina，字面意思为“王室侍从队伍”）于8月14日在基辅军区正式成立，约有700名志愿者，比如斯坦尼斯拉夫•切切克（Stanislav Čeček）后来成为著名军官。捷克斯洛伐克民族委员会（Czechoslovak National Council）于1915年11月18日向奥匈帝国宣战。在难民中的知识分子和政治家的帮助下，军团逐渐发展成为一支拥有上万成员的力量。

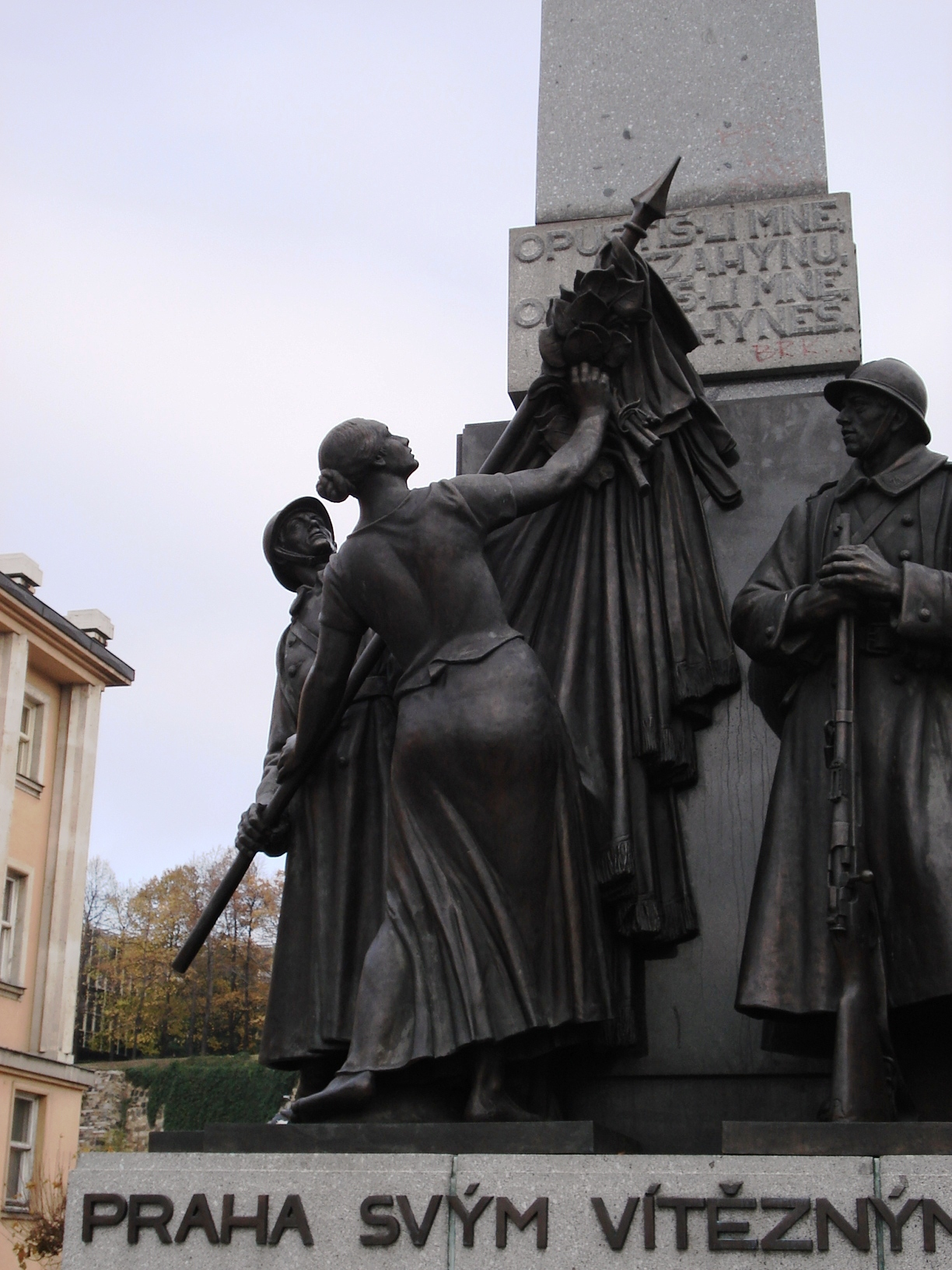
捷克斯洛伐克军团纪念碑，布拉格帕拉茨基广场

## 第一次世界大战的东线战场
1914年，大约有7万捷克斯洛伐克侨民生活在俄罗斯帝国境内，大多聚居在乌克兰西部。战争爆发的一周后的1914年8月4日，捷克斯洛伐克侨民就向沙皇申请组建一支捷克斯洛伐克志愿者部队，并很快得到首肯。捷克营于8月14日在基辅正式成立，约有700名志愿者，1914年10月隶属于沙俄第三集团军投入作战。1914年末，俄军高层批准从战俘营招募捷克人员，但几周后又收回成命，因为俄国政府的一些势力反对这种构想。所以在1914—1917年间，俄军中的捷克斯洛伐克部队发展很慢。
1916年秋季，捷克营扩充为第1“扬·胡斯”步兵团（2个营）。1916年又组建了第2“波杰布拉德的伊日”步兵团。随后原属沙俄第47军塞尔维亚步兵师的数百名捷克斯洛伐克人也于1917年3月组成了第3“扬·杰式卡”步兵团。这三个团合编为一个小型旅团大部分官兵是捷克人，占到了90%左右，斯洛伐克人约占8%。
1917年6月，捷克步兵旅转往西南战线，隶属于俄军第十一集团军。俄国临时政府的新任陆军部长亚历山大·克伦斯基在7月初发动一场大规模的“克伦斯基攻势”。这是俄军在一战中的最后一次攻势，俄军先小胜后大败，一溃千里。在克伦斯基攻势及其后续作战中，捷克步兵旅约7000人，在兹博罗夫战役中占领了奥军阵地，俘敌3300人，缴获20门火炮，己方伤亡800多人。俄国临时政府同意捷克斯洛伐克民族委员会的领导人吸收战俘、大规模扩充捷克部队。1917年夏天，捷克步兵旅组建了第4“大普洛科普”步兵团。捷克旅更名为第1“胡斯”师。1917年8月组建了第2师，下辖第5“布拉格T.G.马萨里克”团、第6“哈纳吉”团、第7“塔特朗斯基”团、第8“西里西亚”团。两个捷克师组成了一个军，即捷克军团。军团辖骑兵侦察单位后来改编成两个骑兵团、一个突击营、两个预备团、两个炮兵旅和一个迫击炮单位。兵力到1918年初增长到4万人。

## 苏俄内战
一战后期，协约国希望捷克军团到西线参加对德作战。但由于俄国西部被德国封锁，因此捷克军团希望从海参崴坐船到达欧洲。1918年2月，苏俄政府同意捷克军团借道西伯利亚大铁路去海参崴。1918年2月18日，德军在东线发动了“拳击行动”。1918年3月3日，苏俄政府接受了德国的苛刻条件，签署《布列斯特-立托夫斯克条约》。1918年3月8日，德军逼近乌克兰北部城镇巴赫马奇，部分捷克军团驻扎在此，经过战斗与德军谈判达成停火，乘火车向东撤往车里雅宾斯克。 3月25日，捷克斯洛伐克民族委员会与苏俄政府签订奔萨协定，规定捷克军团交出大部分武器，以换取安全通行去海参崴的权利。 
1918年5月，捷克军团在西伯利亚铁路沿线东进缓慢。1918年5月14日，在车里雅宾斯克车站，向东去的捷克军团与向西回国的奥匈战俘发生冲突。一名匈牙利战俘（也有说法是捷克人）向军团士兵投掷石块，打伤一人。军团士兵开枪将他打死。当地的苏俄政权逮捕了开枪的捷克军团士兵，准备将其处决。捷克军团官兵冲击火车站，营救了自己的战友，随后占领了车里雅宾斯克城，枪决了当地的苏维埃领导人。这导致苏联军事人民委员列夫·托洛茨基命令将捷克军团人员全部缴械。几天后的谈判中，尽管捷克斯洛伐克民族委员会希望息事宁人，但军团士兵拒绝交出武器，与布尔什维克党正式决裂，于5月末在西伯利亚铁路沿线从喀山到海参崴全线向苏俄红军发动武装进攻。所谓的“捷克军团叛乱”开始。5月底，捷克军团参谋长米哈伊尔·迪捷里赫斯将军领导下的军团先头部队抵达了海参崴，并推翻了当地的苏俄政权。1918年6月6日，捷克军团宣布海参崴脱离俄国，为协约国的保护领地。随后，捷克军团部队从海参崴沿铁路西返，接应沿途的战友进攻地方苏维埃政权。至7月中旬的一个月内，高尔察克白军就在捷克军团的协助下控制了从贝加尔湖到伏尔加河萨马拉之间西伯利亚铁路的大部分地段。1918年8月5日占领了喀山，夺取了帝俄的储备黄金约一千余吨。1918年9月，白军和捷克军团肃清了整个西伯利亚铁路沿线的苏俄红军，并占领了西伯利亚所有大城市，在占领叶卡捷琳堡的不到一周之前，当地契卡人员仓促处决了羁押于此的末代沙皇尼古拉二世全家。
英法控制的协约国坚决支持捷克军团镇压苏俄革命的作战。美国总统伍德罗·威尔逊同意支持捷克军团从西伯利亚撤退调入法国的西战场。
捷克军团与苏俄撕破脸皮之后，开始与形形色色的反苏力量合作。其中最重要的是萨马拉的“憲法制定議會議員委員會”和鄂木斯克的“西伯利亚临时政府”。 
到了1918年秋季，苏俄红军的东方面军转入反攻，于1918年9月10日占领喀山，一个月后占领萨马拉，战斗中捷克军团伤亡惨重。1918年11月18日，鄂木斯克发生政变，全俄临时政府被推翻，亚历山大·高尔察克海军上将建立了白色西伯利亚的独裁统治。捷克军团官兵投奔了高尔察克。
1919年夏秋，高尔察克白军在苏俄红军进攻下崩溃。1919年11月14日，苏俄红军占领高尔察克政权的首都鄂木斯克。高尔察克白军和敌视苏维埃政权的难民沿着西伯利亚铁路向东撤退。白军后方的红军游击队不断骚扰进攻，形势更加混乱。捷克军团心力交瘁，只想着归国，不愿为溃败中的高尔察克当局蒙受更多伤亡，于是宣布局部中立。1920年2月7日，捷克军团司令长官莫里斯·雅南（法国驻西伯利亚军事代表团团长，代表协约国指挥捷克军团）和西罗维决定把在下乌金斯克的高尔察克交给伊尔库茨克社会革命党左派的地方当局。
1920年1月15日，第一艘运载捷克军团的船从海参崴启航。1920年9月2日，最后一批捷克军团士兵离开了海参崴港，于11月20日抵达布拉格。随同捷克军团撤离俄国的共有67739人，包括家属和儿童。据估计，捷克军团在俄国共有4112人死亡，还有一些人员逃亡或投奔红军。
军团回国后，其中很多人成了新的捷克斯洛伐克军队的骨干。捷克军团成员还用他们在苏俄内战中获得的资金组建了一家银行，称为捷克斯洛伐克军团银行（Legionářská banka）。
《好兵帅克》的作者雅洛斯拉夫·哈谢克于1920年12月返回布拉格。